# سهر الليالي (فلم)
سهر الليالي فيلم مصري اجتماعي من إنتاج عام 2003، من بطولة جماعية لكل من: حنان ترك، منى زكي، جيهان فاضل، علا غانم، شريف منير، أحمد حلمي، خالد أبو النجا، وفتحي عبد الوهاب. الفيلم من تأليف تامر حبيب ومن إخراج هاني خليفة، رشح الفيلم لجائزة الأوسكار ووصل للتصفيات قبل النهائية.

## قصة الفيلم
الفيلم يدور حول ثمانى شخصيات منهم 3 زيجات تجمعهم صداقة قديمة، منهم خالد فتحي عبد الوهاب الزوج اللعوب وزوجته المحبة بيرى منى زكي، ابن خالتها المتحرر سامح شريف منير وعلاقته بالفتاة إيناس علا غانم. الشاب المستكين بسيط الحال عمرو أحمد حلمي (ممثل) وزوجته فرح حنان ترك ابنة الأثرياء ذات المشاعر المتضاربة، خاصة تجاه خطيبها السابق علي خالد أبو النجا «العاجز» عاطفيا من ناحيته عن إرضاء زوجته الصبورة مشيرة جيهان فاضل.
يلتقون جميعا في عيد ميلاد ابنة خالد و بيرى، وبعد عيد الميلاد يجتمع كل زوجين لكي يواجها مشاكلها المنسية. والتي تتلخص في عدة مشاكل وقضايا مهمة وهي:
- خيانة الزوج وسكوت الزوجة عن هذه الخيانة حتى تتفجر الأزمات.
- الحب القديم وما ينتج عنه من مشاكل في الحياة الزوجية رغم ارتضائه بتعالي زوجته عليه.
- نفور المرأة من زوجها ورفضها له، واحساسها بالحرمان من المشاعر.
- خوف الشباب من الارتباط بالزواج لما يترتب عليه من مسؤوليات.

و بعد جلسات عتاب وماوجهة صعبة. يقرر كل الأزواج الثلاثة ترك منازلهم لاعادة التفكير ويلتقون مع صديقهم سامح الذي يقرر مصاحبتهم الي شقته بالإسكندرية واسترجاع أيام العزوبية. وتكتشف كل زوجة بعد تفكير ومرجعة الماضي بالحنين والشوق الي ازواجهن ويكتشف أيضا كل زوج انه لا يمكنه الاستغناء عن زوجته ويقررون مواجهة واقعهم. في تتابع النهاية لم يحاول المؤلف إصلاح الأزمات، أو الوعْد بأن الأمور في أفضل حال، وأن شخصيّاتهم ستتعايش وستحاول التّصالح مع مشاكلها دون انتظار انتهاءها، وهو ما يتم التأكيد عليه بمشهد النهاية - شديد الذكاء: خالد يمسك بيد بيري ولكنه ينظر لفتاة أخرى بجانبه، مشيرة ترتدي العقد الذي أعطاه لها وائل، فرح تبالغ في تدليل عمرو حين يمر علي بجانبهم، إيناس تشير بالسلام لرجل الأعمال «حامد المهدي» مؤكدة على استمرار العمل بينهم، كافة الشخصيّات لم تتجاوز شيء والنهاية ليست سعيدة وتلقيدية ولا تعد بما لا يحدث، وجاء صوت «فيروز» ليطفي السحر والجمال علي مشهد النهاية.

## بطولة
| - فتحي عبد الوهاب: خالد - شريف منير: سامح - أحمد حلمي: عمرو - خالد أبو النجا: علي - علا غانم: إيناس | - مني زكي: بري - حنان ترك: فرح - جيهان فاضل: مشيرة - أحمد هارون: وائل - انتصار: دنيا | - رجاء الجداوي: نوارة - أحمد عبد الهادي: والد فرح - سامي العدل: حامد بك - عمرو واكد | - أحمد كمال: نبيل أخو مشيرة - حسام حمدي: عيد - سامية سليمان: عازفة الهارب - إنجي علي |

بالإضافة إلى
بالإضافة إلى - هدى الصيفى - محمد شعبان - مجدي منير - سهام احمد - جيهان فوزي - رويدا محمود - أحمد سيف الدين - منال النادي - نسرين فوزي - علاء يونس - سمير خوري - عبادة نجيب - آمال قناوي
الأطفال: نانسي هشام - شادي طلعت

## فريق العمل
- الموسيقى التصويرية: هشام نزيه
- مونتاج: خالد مرعي
- مدير التصوير: أحمد عبد العزيز
- تأليف: تامر حبيب
- إخراج: هاني خليفة
- إنتاج وتوزيع: الشركة العربية للإنتاج والتوزيع السينمائي

## الجوائز
حاز الفيلم على جائزة التمثيل لأفضل ممثلة وممثل قد مُنحت لمجموعة ممثلي الفيلم في بينالي السينما العربية، ودخل التصفيات قبل الأخيرة لجائزة الأوسكار العالمية